# Đường Hiến Tông
Đường Hiến Tông (chữ Hán: 唐憲宗; 17 tháng 3 năm 778 - 14 tháng 2 năm 820), tên thật là Lý Thuần (李純), là vị Hoàng đế thứ 12 hay 14 của nhà Đường trong lịch sử Trung Hoa. Ông trị vì từ năm 805 đến 820, tổng cộng 15 năm.
Ông được đánh giá là một vị Hoàng đế chăm lo triều chính và đã nhận ra mối nguy của phiên trấn nên quyết tâm quét sạch chúng. Quân đội triều đình đã đánh bại nhiều Tiết độ sứ như Lưu Tịch, Lý Kỹ, Dương Huệ Lâm,... trong các năm 806 - 807. Năm 813, Tiết độ sứ Điền Hoằng Chính ở Ngụy Bác đã quy phục triều đình. Thất bại đầu tiên của ông năm 813 trước Vương Thừa Tông nhưng đến năm 817, sau thất bại của Lý Sư Đạo và sự phục tùng của Vương Thừa Tông thì hầu như phần lớn các Tiết độ sứ đều quy thuận triều đình.
Các sử gia sau này nói tới thời kỳ trị vì của ông như là [Nguyên Hòa trung hưng; 元和中興].

## Thân thế và cuộc sống ban đầu
Đường Hiến Tông bổn danh Lý Thuần (李淳), chào đời vào năm 778 tại Đông cung, thành Trường An do lúc đó, Hoàng tổ phụ của ông là Đường Đức Tông Lý Quát vẫn còn là Đông cung Hoàng thái tử. Phụ thân ông là Đường Thuận Tông Lý Tụng và mẫu thân là Lương đệ Vương thị. Sang năm 779, Đức Tông lên ngôi rồi đến năm 780, cha ông tức Lý Tụng được phong làm Đông cung Hoàng thái tử, do vậy Lý Thuần mang thân phận Hoàng đích tôn. Trong những năm 784 - 785, Lý Thuần mới khoảng sáu, bảy tuổi có một hôm được gặp Hoàng tổ phụ Đức Tông. Đức Tông ôm ông vào lòng và hỏi:"Tử là ai, sao lại ở gần Trẫm thế?".
Lý Thuần trả lời:"Là đệ tam Thiên tử". Đức Tông ngạc nhiên nhưng vô cùng thích thú và tỏ ra quý mến ông.
Vào tháng 6 ÂL năm Trinh Nguyên thứ tư (788), Hoàng tôn Lý Thuần lúc đó đã 10 tuổi được sách phong tước vị Quảng Lăng Quận vương (广陵郡王). Năm 793, Đức Tông chỉ hôn Quách thị, vốn là con gái của Thăng Bình Công chúa (con gái Đường Đại Tông) với chồng là Quách Ái (con trai Đại tướng Quách Tử Nghi), cho kết hôn với Quảng Lăng Quận vương Lý Thuần nên Quách thị được phong làm Quảng Lăng Quận vương phi.
Năm 804, cha Lý Thuần là Đông cung Hoàng thái tử Lý Tụng bị đột quỵ, dẫn đến mất khả năng nói và đi lại. Khi Đường Đức Tông qua đời vào tháng 2 năm 805, triều đình xảy ra tranh cãi về việc ai là người kế vị, bởi Thái tử Lý Tụng trọng bệnh, không đủ khả năng quản lý triều chính. Một số hoạn quan trong triều không muốn lập Lý Tụng, khi hai đại thần Trịnh Nhân và Vệ Thứ Công vào cung soạn thảo di chiếu, các hoạn quan này lại đề nghị nên để Lý Thuần trực tiếp lên ngôi Hoàng đế, còn Lý Tụng thì sẽ tôn làm Thái thượng hoàng. Nhưng Vệ Thứ Công cho rằng quyết định như vậy có thể làm cho Hoàng tộc xảy ra tranh chấp, nên vẫn quyết định lập Hoàng thái tử Lý Tụng đăng vị, cuối cùng mọi người bằng lòng.
Ngày Giáp Ngọ (tức ngày 26 tháng 2), Thái tử Lý Tụng lên ngôi, tức là Đường Thuận Tông.

## Thái tử nhà Đường
Do Thuận Tông Hoàng đế bệnh nặng nên quyền lực trong Hoàng cung thuộc về Ngưu Chiêu dung cùng hoạn quan Lý Trung Ngôn, còn ngoại vụ do Vương Thúc Văn đại nhân quyết định. Chiêu dung Ngưu thị vẫn ngại Quảng Lăng Quận vương Lý Thuần thông minh, quyết đoán sẽ gây trở ngại cho mình nên không muốn lập ông làm Đông cung Hoàng thái tử. Trong triều, Vương Thúc Văn đại nhân cùng một số vị đại thần khác đề xướng cuộc Duy Tân Vĩnh Trinh nhằm cải cách đất nước, trong đó hạn chế quyền lực của hoạn quan. Nhóm Câu Văn Trân, Lưu Quang Kì, Tiết Doanh Trân... lo sợ mất quyền lực bèn tính kế đối phó, trước tiên là lập Lý Thuần chính vị Trữ quân. Họ dâng sớ xin cho triệu Vệ Thứ Công, Lý Trình, Vương Nhai vào điện thảo chiếu lập Hoàng thái tử. Các đại thần soạn tờ chiếu trong đó có bốn chữ: lập đích dĩ trưởng trình lên, Thuận Tông gật đầu. Ngày Quý Tị (26 tháng 5), Lý Thuần được sắc phong làm Hoàng thái tử, đổi tên thành chữ Thuần (純) vốn có cách viết khác với bổn danh Thuần (淳) của ông trước đây.
Vương Thúc Văn cầm quyền thấy Lý Thuần được lập, muốn lôi kéo ông ủng hộ cải cách của mình, bèn phái Lục Chất làm sư phó của ông để xem xét. Nhưng khi Lục Chất nhắc đến việc này, Thái tử tức giận nói:"Phụ hoàng bảo tiên sinh giảng cho ta về kinh nghĩa, sao lại nhắc đến chuyện khác".
Lục Chất sợ hãi lui ra và không dám nhắc đến nữa. Đến mùa hạ năm 805, thế lực của Vương Thúc Văn trong triều suy yếu dần do sự công kích từ phiên trấn bên ngoài và hoạn quan trong cung cấm. Tháng 7, Vương Thúc Văn phải về nhà phụng dưỡng thân mẫu đang lâm bệnh, hoạn quan nhân đó bàn kế hoạch loại bỏ các đại thần thân tín của Thúc Văn và chấm dứt công cuộc cải cách, tiếp sau là đưa Thái tử Lý Thuần lên ngôi. Ngày Ất Mùi 26 tháng 7 ÂL, hoạn quan ép Thuận Tông cho Hoàng thái tử nhiếp chính, thay mặt Thuận Tông yết kiến bá quan ở triều đường. Ngày hôm sau, Lý Thuần đến điện Lân Đức nghe bách quan tấu sự.
Tháng 8, ngày Canh Tí (4 tháng 8), Đường Thuận Tông hạ chiếu nhường ngôi cho Hoàng thái tử Lý Thuần, cải nguyên Vĩnh Trinh, còn mình xưng là Thái thượng hoàng, mẹ Thái tử là Vương thị cải tôn làm Thái thượng hoàng hậu. Ngày Ất Tị (9 tháng 8 ÂL, 5 tháng 9 DL), ông chính thức đăng cơ ở Tuyên Chánh điện, tức là Đường Hiến Tông. Thái thượng hoàng chuyển sang ở Sùng Khánh cung.
Ngay sau khi lên ngôi, Hiến Tông cho bãi chức các đại thần đề xướng Vĩnh Trinh Duy Tân như Vương Thúc Văn, Vương Bái, Hàn Thái, Hàn Diệp, Liễu Tông Nguyên... và đuổi họ ra khỏi triều đình, sau lại bắt Vương Thúc Văn phải tự tử. Vĩnh Trinh Duy Tân chấm dứt. Ngày hôm sau 6 tháng 9 (Bính Ngọ), Công chúa Thăng Bình dâng 50 tì nữ, nhưng Hiến Tông cho rằng Thượng hoàng không thể nhận nên mình cũng không thể nhận rồi trả về.
Cuối năm 805, có ẩn sĩ La Lệnh Tắc từ Trường An đến Phổ Nhuận và nói với Thứ sử Tân châu Lưu Dung rằng La Lệnh Tắc nhận cáo của Thượng hoàng yêu cầu phế truất Hiến Tông lập vua khác. Nhưng không ai nghe theo chỉ dụ này, Lệnh Tắc bị đưa về Trường An và bị đánh đến chết. Ngày 11 tháng 2 năm 806, Thượng hoàng Thuận Tông băng hà.

## Làm Hoàng đế

### Dẹp Lưu Tịch, Lý Kĩ, Dương Huệ Lâm
Sau khi lên ngôi, Hiến Tông tiến hành phong quan chức trên danh nghĩa cho một số phiên trấn bên ngoài như Điền Quý An ở Ngụy Bác và Vương Sĩ Chân ở Thành Đức làm Đồng bình Chương sự, Lưu Tế ở Lư Long và Lý Sư Cổ ở Bình Lư làm Thị trung. Nắm quyền Tể tướng lúc này là bọn Viên Tư và Đỗ Hoàng Thường và Trịnh Dư Khanh. Trong những ngày đầu trị vì của Hiến Tông, một số Tiết độ sứ như Hàn Toàn Nghĩa ở Hạ Tuy và Sử Y Thận ở Phụng Nghĩa đã vào triều yết Tân Thiên tử để tỏ ý quy phục.
Từ cuối năm 805, Tây Xuyên Tiết độ sứ Vi Cao hoăng, tướng dưới quyền Lưu Tịch tự xưng là Lưu Hậu, đuổi Tiết độ sứ do nhà Đường bổ nhiệm rồi thượng biểu xin phong chức lên triều đình. Do thực lực chưa ổn định nên Hiến Tông chấp nhận công nhận Lưu Tịch, nhưng ngay sau đó Lưu Tịch lại đòi thêm cả đất Đông Xuyên và Sơn Nam Tây Đạo. Không được triều đình chấp thuận, Lưu Tịch đưa quân tấn công vào Đông Xuyên, bao vây Đông Xuyên Tiết độ sứ Lý Khang ở Tử châu. Hiến Tông bấy giờ có ý đánh Thục, triều thần cho rằng đất Thục hiểm trở khó công, duy có Tể tướng Đỗ Hoàng Thường và Lý Cát Phủ khích lệ Hiến Tông xuất quân. Mùa xuân năm 806, lấy Tả Thần Sách hành doanh Tiết độ sứ Cao Sùng Văn dẫn 5000 quân làm tiên phong, Lý Nguyên Dịch dẫn 2000 quân yểm hậu, cùng Sơn Nam Tây Đạo Tiết độ sứ Nghiêm Lệ cùng tiến công Lưu Tịch. Chiến sự nổ ra quyết liệt, ban đầu Lưu Tịch bắt sống được Lý Khang nhưng không lâu sau thì liên tục bại trận, phải bỏ trốn khỏi Tử châu và tập hợp được khoảng 10.000 quân tiếp tục chống trả nhưng vẫn liên tiếp thua trận. Sau đó Lưu Tịch và Lư Văn Nhược mất cả Thành Đô, định bỏ trốn sang Thổ Phiên nhưng bị quân Đường bắt được và giải về kinh và bị diệt môn. Cũng năm 806, ông phong Vương cho các Hoàng tử; lập Chính thất Quách thị (đã hạ sinh Hoàng tử Lý Hựu) làm Quý phi.
Trước đó Hàn Toàn Nghĩa khi vào triều để cháu là Dương Duệ Lâm ở lại Hạ Tuy làm Lưu Hậu. Trong khi đó Đỗ Hoàng Thường lấy cớ Hàn Toàn Nghĩa không có công lớn mà xa xỉ quá độ nên bắt Toàn Nghĩa phải trí sĩ, lấy Lý Diễn lên thay làm Hạ Tuy Tiết độ sứ. Lý Diễn vừa đến thì Dương Huệ Lâm đã đưa binh chống lại. Triều đình quyết định lấy quân ở Hà Đông và Thiên Đức thảo phạt Dương Huệ Lâm. Không lâu sau, Dương Huệ Lâm bị Trương Thừa Kim giết chết ở Hạ châu, gửi thủ cấp về kinh, kết thúc cuộc nổi loạn. Cao Sùng Văn được triều đình phong làm Tiết độ sứ Đông Xuyên. Sau đó Tiết độ sứ Bình Lư Lý Sư Cổ hoăng, Hiến Tông vừa mới tiến hành hai chiến dịch lớn nên muốn cho quân nghỉ ngơi, bèn công nhận em Sư Cổ là Lý Sư Đạo làm Tiết độ sứ Bình Lư.
Tháng 9 năm 807, thấy hai trấn đã bị diệt, Tiết độ sứ Trấn Hải Lý Kĩ lo sợ, bèn xin vào triều yết kiến để tỏ lòng trung thành nhưng lại không thực hiện. Hiến Tông thúc giục không được, bèn quyết định thảo phạt, lấy Lý Nguyên Tố làm Tiết độ sứ mới thảo phạt Lý Kĩ. Lý Kĩ thấy đất Tuyên châu phì nhiêu nên muốn lấy trước, bèn sai quân tướng tiến đánh. Nhưng các tướng này đã hợp nhau làm phản, bắt Lý Kĩ rồi đầu hàng Đường triều. Sau đó Lý Kĩ bị triều đình giết chết. Sau việc này, Tiết độ sứ Sơn Nam Đông Đạo xin cưới một Công chúa trong Hoàng gia và giao trả lại trấn cho triều đình. Hiến Tông gả Công chúa Phổ Ninh cho. Tết năm 808, Hiến Tông đổi tôn hiệu là Duệ Thánh Văn Vũ Hoàng đế.

### Tình hình triều chính và ngoại giao
Từ năm 805, vua Bột Hải Khang Vương của vương quốc Bột Hải có các hoạt động thương mại với nhà Đường và cũng thường xuyên cử sứ thần sang nhà Đường. Bột Hải Khang Vương phái em họ là Đại Nhân Tú đi sứ sang nhà Đường để triều cống 4 lần vào các năm 805, 806, 807 và 808. Trong số hàng hóa triều cống của vương quốc Bột Hải luôn có cá voi.
Đầu hạ năm 808, Hiến Tông ra lệnh khuyến khích các đại thần trong triều can gián những điều không đúng của vua hay quan lại triều đình, ai nói đúng sẽ được thăng chức. Các đại thần Ngưu Tăng Nhụ, Hoàng Phủ Thực, Lý Tông Mẫn thẳng thắn chỉ trích nhiều thiếu sót của triều đình mà không kiêng dè. Giám khảo Vi Quán và Dương Ư Lăng đánh giá cao những lời chỉ trích này, dâng trình lên, Hiến Tông bằng lòng. Nhưng Tể tướng Lý Cát Phủ không vừa lòng vì những lời chỉ trích xúc phạm đến mình, bèn đến khóc lóc với Hiến Tông, bảo rằng Hàn Lâm Học sĩ Bùi 垍 và Vương Nhai xung đột với nhau, mà Hoàng Phủ Thực lại là cháu của Vương Nhai nên có thể họ bí mất cấu kết với nhau, chuẩn bị sẵn lời nói để nói trong ngày khảo thí. Hiến Tông bèn giáng chức Vương Nhai làm Đô Quan Viên ngoại lang, tước danh vị Học sĩ, sau đó biếm ra Quắc Châu, nhưng sau cũng dùng lại. Bọn của Ngưu Tăng Nhụ không được xét thăng chức mà cũng không bị phạt, sau họ đến phục vụ cho Tiết độ sứ các nơi. Về sau Lý Cát Phủ và Ngưu Tăng Nhụ được nắm quyền trong triều mà tiếp tục tranh chấp với nhau, Lý Cát Phủ đứng đầu Lý Đảng, Ngưu Tăng Nhụ đứng đầu Ngưu Đảng, sử xưng là Ngưu Lý Đảng tranh.
Bộ tộc Sa Đà vốn nhiều năm phụ thuộc Thổ Phiên, được Thổ Phiên bố trí ở đất Cam Châu. Trong năm 808, do bị Thổ Phiên ngờ vực, tù trưởng Sa Đà là Tận Trung hoảng sợ, bèn quy phục nhà Đường, liền bị Thổ Phiên giết. Con là Chấp Nghi đem 10000 người dân và 3000 quân kị đên Linh châu đầu hàng nhà Đường. Tiết độ sứ Linh Diêm Phạm Hi Triều ra tiếp đón và bố trí chỗ ở cho người Sa Đà. Ban đầu họ định cư tại Sóc Phương sau dời sang Hà Đông. Sa Đà dần phát triển thế lực, đến cuối đời Đường cũng phát triển mạnh mẽ, người Sa Đà đã kiến lập nên ba vương triều thời Ngũ Đại là Hậu Đường, Hậu Tấn và Hậu Hán.
Cùng năm 808 An Nam đô hộ là Trương Chu cho sửa đắp lại thành Đại La ở An Nam đô hộ phủ.
Năm 809, theo thỉnh cầu của Lý Giáng, Hiến Tông lập con trưởng là Đặng vương Lý Ninh do Kỉ Mĩ nhân sinh ra làm Hoàng thái tử. Cuối năm 811, do chán việc Lý Cát Phủ chuyên quyền, Hiến Tông bèn bổ dụng Lý Giáng cùng đảm nhận tướng vị để tạo ra đối trọng với Lý Cát Phủ và rất tín nhiệm Lý Giáng.
Từ năm 809 đến năm 811, vua Bột Hải Định Vương của vương quốc Bột Hải phái con trưởng là Đại Diên Chân cùng chú họ là Đại Nhân Tú đi sứ sang nhà Đường (đời vua Đường Hiến Tông) triều cống 3 lần vào các năm 809, 810 và 811.
Năm 810, vua Tân La Hiến Đức Vương gửi vương tử là Kim Hiến Chương (Kim Heon-jang) đến nhà Đường với vàng bạc và các bức họa Phật giáo vàng để cầu chúc cho nền thái bình vĩnh cửu của hoàng đế Hiến Tông.
Năm 812, Thái tử Lý Ninh hoăng. Hiến Tông sau đó bỏ qua con thứ hai Lý Khoan do cung tần sinh ra để lập con thứ ba Toại vương Lý Hựu, con của Quách Quý phi làm Hoàng thái tử, đổi tên là Lý Hằng. Các đại thần cũng nhân đó dâng sớ xin lập Quách Quý phi làm Hoàng hậu, nhưng Hiến Tông cho rằng Quý phi đã có thế lực lớn bên nhà mẹ (Quý phi là cháu gái của Đại tướng quân Quách Tử Nghi), nếu phong Hậu thì các phu nhân khác sẽ e ngại mà không dám tiếp cận ông, nên vẫn để trống ngôi Hậu đến tận khi qua đời.
Từ năm 812 đến năm 816, vua Bột Hải Hi Vương của vương quốc Bột Hải phái con trai là Đại Diên Tuấn cùng chú họ là Đại Nhân Tú đi sứ sang nhà Đường (đời vua Đường Hiến Tông) triều cống 5 lần vào các năm 812, 813, 814, 815 và 816.
Vua Bột Hải Hi Vương buôn bán tích cực với nhà Đường của Hiến Tông, và nhập về nhiều nét văn hóa và hệ thống tổ chức cai trị của nhà Đường vào vương quốc Bột Hải. Năm 814, Bột Hải Hi Vương đã gửi những bức tượng Phật đến nhà Đường (đời vua Đường Hiến Tông).
Cùng năm 814, Lý Giáng có bệnh xin từ chức, Hiến Tông dời làm Lễ bộ Thượng thư. Có chiếu phong cho Tiết độ sứ Hà Trung Trương Hoằng Tĩnh cùng Tiết độ sứ Hà Đông Vương Ngạc và Thượng thư Hữu thừa Vi Quán Chi đảm nhận tướng vị. Cũng trong năm đó, Tể tướng Lý Cát Phủ qua đời. Năm 816, Hiến Tông phong cho Trung thư Xá nhân Lý Phùng Cát làm Môn hạ Thị lang, Đồng bình Chương sự, và đại thần khác là Vương Nhai đảm nhiệm tướng vị. Cùng năm Vương Thái hậu băng hà, thụy là Trang Hiến Hoàng hậu.
Từ năm 817 đến năm 818, vua Bột Hải Giản Vương của vương quốc Bột Hải phái chú họ là Đại Nhân Tú đi sứ sang nhà Đường (đời vua Đường Hiến Tông) triều cống 2 lần vào các năm 817 và 818.
Năm 818, vua Bột Hải Tuyên Vương của vương quốc Bột Hải lên ngôi thì tập trung nhiều vào việc mở rộng lãnh thổ của vương quốc, và dẫn theo nhiều chiến dịch với kết quả hợp nhất nhiều bộ tộc Mạt Hạt ở phía bắc, trong đó có Thiết Lợi Mạt Hạt, Ngu Lâu Mạt Hạt và Việt Hỷ Mạt Hạt. Từ năm 819 đến năm 820, vua Bột Hải Tuyên Vương phái con trưởng là thế tử Đại Tân Đức làm sứ giả sang nhà Đường (đời vua Đường Hiến Tông) triều cống 2 lần vào năm 819 và 820. Tiểu Cao Câu Ly tại Liêu Đông cũng sáp nhập vào vương quốc Bột Hải của Bột Hải Tuyên Vương vào năm 820. Vua Bột Hải Tuyên Vương cũng ra lệnh mở rộng lãnh thổ về phía nam, tức về phía Tân La. Vương quốc Bột Hải lớn mạnh lên, đe dọa trực tiếp đến vùng đông bắc nhà Đường.
Ở An Nam đô hộ phủ của nhà Đường có Dương Thanh vốn là một hào trưởng bản địa có thế lực, dòng dõi có người đã từng làm thứ sử Hoan Châu (nay thuộc Việt Nam). An Nam đô hộ là Lý Tượng Cổ (tông thất nhà Đường) không thích ông, điều về phủ thành Tống Bình (Hà Nội) làm nha tướng để kiềm chế. Năm 819, nhân được giao 3000 quân đi đánh người Tày, Nùng, Tráng ở Hoàng Động (Tây Bắc Việt Nam ngày nay). Thừa dịp, Dương Thanh cùng con là Dương Chí Liệt và thủ hạ thân tín là Đỗ Sĩ Giao đồng mưu kêu gọi binh sĩ không nên đi đánh người Hoàng Động mà phản lại Lý Tượng Cổ. Được các binh sĩ ủng hộ, Dương Thanh mang quân về đánh chiếm phủ thành Tống Bình, giết chết quan đô hộ Lý Tượng Cổ cùng hàng nghìn thuộc hạ, chiếm Giao Châu. An Nam đô hộ phủ của nhà Đường bị rúng động. Hiến Tông phải vờ tha tội cho Dương Thanh, phong Dương Thanh làm thứ sử Quỳnh Châu (đảo Hải Nam) để điều ông ra khỏi Tống Bình. Nhưng Dương Thanh không mắc mưu đó, quyết giữ thành Tống Bình. Hiến Tông nổi giận, điều quân do Quế Trọng Vũ chỉ huy sang đàn áp, dùng kế li gián để cô lập Dương Thanh. Quế Trọng Vũ tìm cách mua chuộc một số tướng sĩ dưới quyền để cô lập Dương Thanh. Cuối cùng, Quế Trọng Vũ đánh chiếm lại phủ thành Tống Bình đầu năm 820. Dương Thanh cùng con là Dương Chí Trinh bị Quế Trọng Vũ bắt. Dương Chí Trinh bị giết nhưng Dương Thanh đã vượt ngục. Một bộ phận nghĩa quân do Dương Chí Liệt và Đỗ Sĩ Giao rút về Tạc Khẩu (thuộc Yên Mô, Ninh Bình ngày nay) tiếp tục chống cự với quân Đường của Quế Trọng Vũ.

### Phiên trấn quy phục
Năm 808, Tiết độ sứ Thành Đức Vương Sĩ Chân hoăng, con là Phó sứ Vương Thừa Tông kế tập ở Thành Đức, Hiến Tông muốn Thừa Tông hứa cắt đất hai châu Đức, Lệ quy về triều đình để đổi lấy sự công nhận của mình. Nhưng sau khi được công nhận, Vương Thừa Tông không chịu cắt đất, Hiến Tông bèn tước quan chức của Vương Thừa Tông rồi cử Thổ Đột Thừa Thôi cầm quân đánh diệt. Trong khi đó Điền Quý An ở trấn Ngụy Bác cũng ủng hộ Vương Thừa Tông, dự định hai trấn liên quân cùng kháng triều đình.
Cũng năm 809, Ngô Thiếu Thành ở Trấn Hoài Tây hoăng, tướng Ngô Thiếu Dương sát con Thiếu Thành là Thiếu Khanh, tự xưng là Chương Nghĩa Lưu Hậu. Hiến Tông cho rằng Chương Nghĩa dễ đánh diệt hơn Thành Đức, nhưng mình đã trót dùng quân đánh Thành Đức nên chỉ đành tiếc nuối mà thôi, sau đó phong Thiếu Dương làm Hoài Tây Lưu Hậu. Sang năm 810, quân Đường có thắng có thua nhưng không thể tận diệt được Vương Thừa Tông, Tiết độ sứ Lư Tòng ở Chiêu nghĩa cũng cử quân đến giúp Vương Thừa Tông. Tướng Đường là Ô Trọng Dận lừa bắt được Lư Tòng rồi giải về kinh sư. Hiến Tông cảm kích công ấy, muốn cho Ô Trọng Dận làm Tiết độ sứ mới ở Chiêu Nghĩa, nhưng sau nghe lời Lý Giáng nên thôi. Mùa thu năm đó, Vương Thừa Tông sai người đến kinh trần tình và đổ tội cho Lư Tòng li gián mình với triều đình, Hiến Tông do thấy chiến dịch chống Vương Thừa Tông không có kết quả nên đồng ý công nhận Thừa Tông làm Lưu Hậu.
Sau chiến dịch này, Tiết độ sứ Nghĩa Vũ Trương Mậu Chiêu hoăng, con là Trương Hiếu Trung lên nắm quyền nhưng sợ triều đình tấn công, bèn dâng biểu trả lại trấn. Hiến Tông cử Nhâm Địch Giản đến Nghĩa Vũ thay thế. Tuy nhiên binh lính ở Nghĩa Vũ lại nổi dậy làm loạn, bắt gian Nhâm Địch Giản. Tuy nhiên về sau một nhóm binh sĩ khác giải thoát cho ông ta. Từ đó trấn Nghĩa Vũ lại thuộc tầm kiểm soát của triều đình.
Năm 812, Tiết độ sứ Ngụy Bác Điền Quý An hoăng. Con là Phó sứ Điền Hoài Gián mới 11 tuổi lên kế tục. Sau đó, binh sĩ ở Ngụy Bác tiến hành binh biến, lật đổ Điền Hoài Gián, đưa Điền Hưng lên nắm quyền. Theo đề nghị của Lý Giáng, Hiến Tông quyết định công nhận Điền Hưng là Tiết độ sứ Ngụy Bác, đổi tên là Điền Hoằng Chính, đồng thời cũng cử Bùi Độ đến Ngụy Bác đem 500.000 tiền thưởng cho quân sĩ để họ không xúi giục Điền Hoằng Chính phản lại triều đình. Từ đó đến sau khi Hiến Tông qua đời, trấn Ngụy Bác quy phục nhà Đường
Cũng năm đó, quân Thổ Phiên kéo sang cướp phá Kính châu. Để phòng chống sự xâm lăng của Thổ Phiên, Hiến Tông quyết định tăng thêm thế lực cho các đội quân Thần Sách ở Kinh Tây, Kinh Bắc. Hoạn quan do ngày càng được tin tưởng đã trở nên lộng quyền hơn, và gây ra nhiều cuộc đảo chính trong cung đình về sau. Quan lại nhà Đường cũng cho xây Nguyệt Thành ở Sóc Phương để phòng bị Thổ Phiên cướp phá, từ đó Sóc Phương được bảo vệ vững chắc.
Năm 814, Hiến Tông phong cho hoạn quan người Tân La là Vương Xương Hà (người đại diện cho Vương Hiền phi - 王贤妃 của Hiến Tông cho các thương đoàn ở nhà Đường vay vốn làm ăn mà kiếm lãi) làm Tiết độ sứ tỉnh Giang Tô. cùng năm 814, Ngô Thiếu Dương hoăng, con là Ngô Nguyên Tế được lên kế tập, Hiến Tông không đồng ý công nhận. Do đó sang năm 815, Ngô Nguyên Tế đem quân tấn công các trấn khác để gây áp lực lên triều đình. Hiến Tông lệnh tước quan chức của Nguyên Tế rồi cử binh thảo phạt. Hai Tiết độ sứ Lý Sư Đạo và Vương Thừa Tông dâng biểu xin Hiến Tông tha tội cho Ngô Nguyên Tế nhưng ông không theo. Quân triều đình được Điền Hoằng Chính hỗ trợ, giành lợi thế trước quân Hoài Tây. Lý Sư Đạo bèn cử 2000 quân đến Thọ Xuân bề ngoài là hỗ trợ quân triều đình nhưng bên trong ngầm giúp Ngô Nguyên Tế. Đồng thời, Sư Đạo sai sát thủ đến cướp phá các đoàn chuyển vận lương thực dùng trong quân đội của nhà Đường. Sau đó thấy tình hình chiến sự bất lợi, Lý Sư Đạo lập kế ám sát Tể tướng Đỗ Nguyên Hoành và Bùi Độ, người chủ ý tiêu diệt phiên trấn rồi lại dâng biểu xin vua bãi binh. Cuối cùng Đỗ Nguyên Hoành bị các thích khách của Lý Sư Đạo do Yeom Mun (người Tân La) dẫn đầu giết chết nhưng Bùi Độ may mắn thoát được. Hiến Tông bị kinh động một phen, cũng hạ lệnh các Tể tướng khi vào triều đều được phép đem theo kị sĩ bảo vệ, nhưng các đại thần vẫn lo sợ. Hiến Tông lại nghi ngờ Vương Thừa Tông chủ mưu việc này nên quyết định thảo cả phạt Thành Đức, đồng thời cũng quyết định cho Bùi Độ làm Tể tướng. Về sau Hiến Tông mới biết chủ mưu thực sự là Lý Sư Đạo, nhưng do đã cử binh thảo phạt Thành Đức và Hoài Tây nên ông không còn binh mã trong tay để chống Lý Sư Đạo.
Ở mặt trận Thành Đức và Hoài Tây, quân Đường có thắng nhiều trận nhưng không thể giành được ưu thế hoàn toàn và không thể trừ dứt được hai trấn. Đến năm 817, thấy việc thảo phạt các trấn đã lâu không giành thắng lợi, Hiến Tông theo đề nghị của Lý Phùng Cát, chỉ tập trung đánh vào Hoài Tây trước rồi sau mới đánh các trấn khác. Bùi Độ thỉnh cầu ra trận đốc chiến, Hiến Tông chuẩn y. Cuối năm 817, Tiết độ sứ Đường Tùy Đặng là Lý Tố hợp quân với triều đình tấn công bất ngờ vào lực lượng của Ngô Nguyên Tế ở Thái châu. Nguyên Tế bị bắt và bị đưa về Trường an hành quyết.
Thấy Ngô Nguyên Tế bị diệt, Vương Thừa Tông và Lý Sư Đạo cực kì sợ hãi. Sang năm 818, Vương Thừa Tông để nghị gửi con mình đến Trường An làm con tin, cắt đất hai châu Đức Lệ quy về triều đình. Hiến Tông ra lệnh xá tội cho Vương Thừa Tông. Lý Sư Đạo cũng hứa cắt đất ba châu Nghi, Mật, Hải và gửi con tin nhưng sau đó Sư Đạo nuốt lời hứa. Do vậy Hiến Tông cử quân thảo phạt trấn Bình Lư. Lý Quang Nhan được bố trí ở Nghĩa Thành để chuẩn bị thảo phạt. Chiến sự nổ ra quyết liệt, quân Đường giành thắng lợi rất nhiều trận. Trước đó, Tể tướng Đỗ Nguyên Hoành từng lâp ra đội Vũ Ninh quân do Vương Trí Hưng chỉ huy tiến hành đàn áp Lý Sư Đạo. Trong quân đội Vũ Ninh quân đàn áp Lý Sư Đạo có ba thương nhân Tân La cùng tham gia và giành được nhiều thành tích trên chiến trường là Trương Bảo Cao, Trịnh Niên và Thôi Võ Xương. Trương Bảo Cao, Trịnh Niên và Thôi Võ Xương từng đột phá được vòng vây của Lý Sư Đạo ở kênh Đại Vận Hà rồi chuyển gạo đến Trường An thành công, cứu được tướng Vương Trí Hưng của Vũ Ninh quân khi vị tướng này đang bị Lý Sư Đạo bắt giữ. Vương Trí Hưng được Hiến Tông phong làm Tiết độ sứ tỉnh Giang Tô thay cho hoạn quan người Tân La là Vương Xương Hà. Trương Bảo Cao, Trịnh Niên và Thôi Võ Xương đều được Hiến Tông phong làm Thiếu tướng quân của Vũ Ninh quân dưới quyền Vương Trí Hưng. Hiến Tông gửi thư yêu cầu vua Tân La Hiến Đức vương phái quân sang giúp nhà Đường dẹp Lý Sư Đạo. Liên quân Đường-Tân La cùng tấn công quân đội của Lý Sư Đạo.
Đến năm 819, Lý Sư Đạo nghi ngờ tướng dưới quyền là Lưu Ngộ, âm mưu giết đi. Lưu Ngộ biết được, bèn quyết định phản lại Lý Sư Đạo, bất ngờ đưa quân tấn công Lý Sư Đạo ở Vận châu và giết Lý Sư Đạo cùng con trai ông ta, gửi đầu về Trường An. Sau thất bại của Lý Sư Đạo, Hiến Tông chia nhỏ trấn Bình Lư làm ba phần để dễ dàng khống chế, Lưu Ngộ được phong làm Tiết độ sứ Nghĩa Thành. Nạn phiên trấn tạm thời được dẹp yên. Thấy người Tân La Trương Bảo Cao có công không nhỏ trong việc đánh dẹp Lý Sư Đạo nên Hiến Tông ban thánh chỉ phong Trương Bảo Cao làm Đại tướng Vũ Ninh quân nhưng Trương Bảo Cao đã từ chối mà quay về làm thương nhân (sau này Trương Bảo Cao tích cực làm thương mại, dẹp hải tặc ở bờ biển tây nam Tân La, mở ra mạng lưới mậu dịch trên biển giữa nhà Đường, Tân La và Nhật Bản).

### Lạm dụng thuốc tiên, bất đắc kì tử
Sau khi dẹp được phiên trấn, Hiến Tông Hoàng đế sinh ra dâm dật, kiêu căng và xa xỉ. Các đại thần Hoàng Phủ Bác và Trình Dị hiểu điều đó nên tăng tiền trong ngân khố vào việc chi tiêu trong Hoàng cung, do đó được Hiến Tông sủng tín. Hoàng Phủ Bác và Trình Dị được thăng dần đến Tể tướng. Các Tể tướng khác như Bùi Độ, Thôi Quần nhiều lần can ngăn, nhưng ông không nghe. Bùi Độ chán nản muốn từ quan nhưng lại không được. Sau đó Hiến Tông nghe lời Bác và Dị, đuổi hai vị Tể tướng khỏi kinh đô Trường An.
Hiến Tông lại tin vào thần tiên ma thuật và mong được trường sinh bất lão, bèn hạ chiếu triệu tập phương sĩ trong thiên hạ đến Trường An luyện đan cho mình. Hoàng Phủ Bác tiến cử yêu đạo Liễu Bí. Hiến Tông bố trí cho Liễu Bí ở Hưng Đường cung để luyện đan.
Đầu năm 819, do tin lời đồn có cốt Phật ở một ngôi chùa tại Phụng Thiên, Hiến Tông sai rước hộp xương cốt về và bảo các đại thần phải quỳ lạy và quyên tiền đóng góp cho việc xây đền thờ cho hộp xương cốt đó. Đại thần Hàn Dũ lên tiếng can ngăn, Hiến Tông cả giận bèn hạ lệnh xử tử nhưng may được Tể tướng Bùi Độ và Thôi Quần hết sức kêu xin, Hiến Tông mới tha cho song lại giáng Hàn Dũ làm Thứ sử Triều Châu. Cùng năm, Hiến Tông theo thỉnh cầu của quần thần, xưng tôn hiệu Nguyên Hòa Thánh Văn Thần Vũ Pháp Thiên Ứng Đạo Hoàng đế.
Do lạm dụng quá nhiều đơn dược của Liễu Bí (đạo sĩ do Hoàng Phủ Bác tiến cử) nên Hiến Tông hay khát nước và tính tình trở nên khắc nghiệt, các hoạn quan bị ông đối xử tàn bạo, cho dù chỉ phạm lỗi nhỏ cũng có thể bị giết, nên khiến đám hoạn quan rất bất an. Ngày Canh Tí (14 tháng 2 năm 820), Hiến Tông đột ngột chết tại Trung Hòa điện, thọ 42 tuổi. Nguyên nhân cái chết của ông được cho là do hoạn quan Trần Hoằng Chí (陳弘志) hạ độc.
Tả Trung úy Thổ Đột Thừa Thôi âm mưu hạ bệ Thái tử Lý Hằng để lập Lễ vương Lý Uẩn lên ngôi. Các hoạn quan Mã Tiến Đàm, Lưu Thừa Giai, Vương Thủ Trừng hợp sức đánh bại Thừa Thôi và giết Lễ vương Uẩn. Ngày Bính Ngọ (20 tháng 2), Thái tử Hằng tức vị, tức là Đường Mục Tông.. Về sau đến năm 846, Hoàng tử thứ 10 của Hiến Tông là Lý Thầm lên ngôi (Đường Tuyên Tông). Tuyên Tông nghi ngờ cái chết của Phụ hoàng Hiến Tông có sự nhúng tay của Quách Quý phi cùng con trai bà là Đường Mục Tông, nhưng không có bằng chứng xác thực để chứng minh.
Ông được dâng thụy hiệu là Thánh Thần Chương Vũ Hiếu Hoàng đế (聖神章武孝皇帝), an táng tại Cảnh lăng (景陵). Năm Đại Trung thứ 3 (849), ông được cải thụy hiệu đầy đủ là Chiêu Văn Chương Vũ Đại Thánh Chí Thần Hiếu Hoàng đế (昭文章武大聖至神孝皇帝).

## Gia đình
- Thân phụ: Đường Thuận Tông Lý Tụng.
- Thân mẫu: Trang Hiến Hoàng hậu Vương thị (莊憲皇后王氏, 753 - 816), nguyên quán ở Lang Tà quận (琅邪郡), nay là huyện Lâm Nghi, tỉnh Sơn Đông, con gái của Vương Tử Nhan (王子颜).

### Hậu phi
1. Ý An Hoàng hậu Quách thị (懿安皇后郭氏, ? - 851), là cháu gái danh thần Quách Tử Nghi, con gái Phò mã Quách Ái (郭曖) và Thăng Bình Công chúa (昇平公主) - con gái của Đường Đại Tông. So với Hiến Tông, bà thuộc vai vế là biểu cô (表姑). Tuy được cưới làm Chính thê nhưng khi đăng cơ, Đường Hiến Tông chỉ phong bà làm Quý phi, do lo sợ gia thế của bà. Sinh hạ Đường Mục Tông Lý Hằng và Kỳ Dương Trang Thục Công chúa.
2. Hiếu Minh Hoàng hậu Trịnh thị (孝明皇后鄭氏, ? - 865), người Đan Dương, vốn là thiếp của Trấn Hải Tiết độ sứ Lý Kĩ (李錡). Sinh hạ Đường Tuyên Tông Lý Thục.
3. Vương Hiền phi (王贤妃).
4. Hà Chiêu nghi (何昭仪).
5. Hứa Thái nghi (许太仪).
6. Mạnh Tiệp dư (孟婕妤).
7. Kỷ Mỹ nhân (紀美人).
8. Quách Tài nhân (郭才人).
9. Triệu Cung nhân (赵宫人).
10. Đỗ Cung nhân (杜宫人).
11. Đỗ Thu Nương (杜秋娘), hay Đỗ Trọng Dương (杜仲阳), cũng là thiếp của Lý Kĩ, sau khi Lý Kĩ chết thì bị nạp vào cung giống như Hiếu Minh Hoàng hậu Trịnh thị.

### Hoàng tử
1. Bình Nguyên Quận vương → Đặng vương → Hoàng thái tử → Huệ Chiêu Thái tử Lý Ninh [惠昭太子李寧; 793 - 812], mẹ Kỷ Mỹ nhân.
2. Đồng An Quận vương → Lễ vương Lý Uẩn [澧王李恽; ? - 820], bổn danh Lý Khoan (李寬).
3. Toại vương → Đường Mục Tông Lý Hằng, mẹ Ý An Hoàng hậu Quách thị.
4. Bành Thành Quận vương → Thâm vương Lý Tông [深王李悰], bổn danh Lý Sát (李察).
5. Cao Mật Quận vương → Dương vương Lý Hãn [洋王李忻; 801 - 828], bổn danh Lý Hoàn (李寰).
6. Văn An Quận vương → Giáng vương Lý Ngộ [絳王李悟; ? - 827], bổn danh Lý Liêu (李寮).
7. Kiến vương Lý Khác [建王李恪; 805 - 821], bổn danh Lý Thẩm (李審).
8. Phu vương Lý Cảnh [鄜王李憬].
9. Quỳnh vương Lý Duyệt [琼王李悦].
10. Miện vương Lý Tuân [沔王李恂], mẹ Đỗ Cung nhân.
11. Vụ vương Lý Dịch [婺王李怿].
12. Mậu vương Lý Âm [茂王李愔], mẹ Triệu Cung nhân.
13. Quang vương → Đường Tuyên Tông Lý Thục, mẹ Hiếu Minh Hoàng hậu Trịnh thị.
14. Truy vương Lý Hiệp [淄王李恊].
15. Hành vương Lý Đản [衡王李憺].
16. Thiền vương Lý Sung [澶王李㤝].
17. Lệ vương Lý Chúy [棣王李惴].
18. Bành vương Lý Dịch [彭王李惕].
19. Tín vương Lý Đản [信王李憻].
20. Vinh vương Lý Trách [荣王李㥽].

### Hoàng nữ[53]
1. Lương Quốc Huệ Khang Công chúa (梁国惠康公主), ban đầu là Phổ Ninh Công chúa (普宁公主), lấy Vu Quý Hữu (于季友).
2. Vĩnh Gia Công chúa (永嘉公主), xuất gia làm Đạo sĩ.
3. Hành Dương Công chúa (衡阳公主), chết non.
4. Tuyên Thành Công chúa (宣城公主), lấy Thẩm Nghĩ (沈礒).
5. Trịnh Quốc Ôn Nghi Công chúa (郑国温仪公主), ban đầu là Phàn Dương Công chúa (汾阳公主), lấy Vi Nhượng (韦让).
6. Kỳ Dương Trang Thục Công chúa (岐阳庄淑公主), mẹ là Quách Quý phi, lấy Đỗ Tông (杜悰).
7. Trần Lưu Công chúa (陈留公主), lấy Bùi Tổn (裴损).
8. Chân Ninh Công chúa (真宁公主), lấy Tiết Hồng (薛翃).
9. Nam Khang Công chúa (南康公主), lấy Thẩm Phần (沈汾), mất khoảng năm Hàm Thông.
10. Lâm Chân Công chúa (临真公主), ban đầu là Tương Thành Công chúa (襄城公主), lấy Vệ Chu (卫洙), mất khoảng năm Hàm Thông.
11. Phổ Khang Công chúa (普康公主), chết non.
12. Chân Nguyên Công chúa (真源公主), ban đầu là An Lăng Công chúa (安陵公主), lấy Đỗ Trung Lập (杜中立).
13. Vĩnh Thuận Công chúa (永顺公主), lấy Lưu Hoằng Cảnh (刘弘景).
14. An Bình Công chúa (安平公主), mẹ là Hiếu Minh Hoàng hậu, lấy Lưu Dị (刘异), mất khoảng năm Càn Phù.
15. Vĩnh An Công chúa (永安公主), xuất gia làm Đạo sĩ.
16. Nghĩa Ninh Công chúa (义宁公主), chết non.
17. Định An Công chúa (定安公主), ban đầu là Thái Hòa Công chúa (太和公主), lấy Sùng Đức Khả hãn (崇德可汗) của Hồi Cốt, phong Khả đôn (可敦). Sau Hồi Hột bị bạo loạn, Công chúa trên đường về Đại Đường thì bị Ô Giới Khả hãn (乌介可汗) cướp mất. Năm 843, Đường Vũ Tông phái quân cướp Công chúa về.
18. Quý Hương Công chúa (贵乡公主), chết non.